# Tilapia margaritacea
Tilapia margaritacea är en fiskart som beskrevs av Boulenger, 1916. Tilapia margaritacea ingår i släktet Tilapia och familjen Cichlidae. IUCN kategoriserar arten globalt som livskraftig. Inga underarter finns listade i Catalogue of Life.